# Morellia tibialis
Morellia tibialis är en tvåvingeart som beskrevs av Zielke 1971. Morellia tibialis ingår i släktet Morellia och familjen husflugor.
Artens utbredningsområde är Kongo. Inga underarter finns listade i Catalogue of Life.